# Emili Teixidor
Emili Teixidor Viladecàs (Roda de Ter, Barcelona, 22 de diciembre de 1932 - Barcelona, 19 de junio de 2012) fue un escritor español en lengua catalana.

## Biografía
Emili Teixidor fue maestro y licenciado en derecho, letras y periodismo. Cultivó la literatura infantil y juvenil y también para adultos. En su primera faceta, obtuvo el Premio Joaquim Ruyra de narrativa juvenil por Les rates malaltes (Las ratas enfermas),  en 1967, como el de la Generalidad de Cataluña, el de la Crítica de Serra d'Or o el Premio Nacional de literatura infantil y juvenil, en 1997, por L'amiga més amiga de la formiga Piga (La amiga más amiga de la hormiga Miga). L'ocell de foc (publicada en castellano como Marcabrú y la hoguera de hielo) fue seleccionada por la Fundación Germán Sánchez Ruipérez entre las 100 obras de literatura infantil española más representativas del siglo XX.
De su narrativa para adultos destacan Sic transit Gloria Swanson (1979), premio Serra d'Or, El llibre de les mosques (El libro de las moscas), premio Sant Jordi de 1998, y Pa negre (publicada en castellano como Pan negro, 2003), premio Lletra d'Or, premio Joan Crexells y Premio Nacional de Literatura de la Generalidad de Cataluña en 2004. Su novela Els convidats (Los invitados) se publicó en marzo de 2010. También escribió dos guiones de cómic: Lavinia 2016 (1967) con Enric Sió y Lavinia 2092 (1989) con los dibujos de Antoni Garcés. Escribió además La vuelta al mundo de la hormiga Miga y "El crimen del Triángulo Equilátero".

## Adaptaciones cinematográficas
En 2010 se estrenó Pa negre, con guion y dirección de Agustí Villaronga. La película, rodada en catalán, adapta la novela homónima de Teixidor. El guion contiene elementos extraídos de otras obras suyas, como Retrat d'un assassí d'ocells (Retrato de un asesino de pájaros) y Sic transit Gloria Swanson.

## Obras

### Infantil y juvenil
- Patucho (pseudónimo Emilio José, 1956)
- Los amigos de Patucho (pseudónimo Emilio José, 1959)
- Diego, Berta y la máquina de rizar niebla (1969)
- L'home que tenia els ulls a l'illa del tigre (cuento corto: contes per a nois i noies: selecció de contes de la revista Cavall Fort) (1971)
- Marcabrú y la hoguera de hielo (L'ocell de foc) (1972)
- Un aire que mata (1973)
- Dos contes rodons i un de llargerut (cuento corto. Quaranta, quaranta) (1979)
- Conexions interplanetàries (cuento corto: Ones sense fils: quinze contes, quinze autors) (1984)
- Quinze són quinze (1984)
- Renco y el tesoro (1986)
- El crimen de la hipotenusa (1988)
- Las alas de la noche (1988)
- Cada tigre en su jungla (1989)
- Federico, Federico, Federico (1991)
- El soldado de hielo (1992)
- El cuento de la rosa marchita (cuento corto) (1993)
- Corazón de roble (1994)
- No me llames Pedro (1995)
- La amiga más amiga de la hormiga Miga (1997)
- El príncipe Alí (1997)
- Todas las hadas del munco  todas las brujas del universo (cuento corto: revista CLIJ) (1998)
- La hormiga Miga se desmiga (1999)
- Amigos de muerte (2001)
- Cuento de intriga de la hormiga Miga (2001)
- La vuelta al mundo de la hormiga Miga (2002)
- Los secretos de la vida de la hormiga Miga (2003)
- Ring 1-2-3 y el mundo nuevo (2003)
- La rosa, la roca i el llop (2003)
- La hormiga Miga..., liga! (2005)
- Quina gana que tinc! (2005)
- El fantasma de la biblioteca, o, la cadena secreta (2006)
- La hormiga Miga mega maga (2006)
- Ring 1-2-3 y la Lupa (2007)
- Cómo como (2007)
- La hormiga Miga se hunde en la historia (2009)
- El crimen del triangulo equilátero (2010)
- El crimen de la tangente (2011)
- La hormiga Miga en la biblioteca (2012)

### Narrativa
- Sic transit Gloria Swanson (1979)
- Retrat d'un assassí d'ocells (1988)
- Caza menor (1989)
- El primer amor (1992)
- El llibre de les mosques (2000)
- Pa Negre (2003)
- Laura Sants (2006)
- Els convidats (2010)

### Otros
- Lavinia 2016 (1967)
- Lavinia 2009 (1989)
- Les contraportades d'El Matí de Catalunya Ràdio (1996)
- En veu alta: escrits per a la ràdio (1998)